# Ковалёв, Анатолий Гаврилович
Анатолий Гаврилович Ковалёв (18 мая 1923, станица Гниловская, Донская область — 17 января 2002, Москва) — советский и российский дипломат, поэт, политический деятель, имел дипломатический ранг Чрезвычайного и Полномочного Посла.

## Биография
В 1948 г. окончил Московский институт международных отношений (ныне — МГИМО (У) МИД РФ), одновременно с 1943 г. заочно учился в Литературном институте имени Горького в семинаре Ильи Сельвинского.
В 1948—1949 гг. — в центральном аппарате МИД СССР.
В 1949—1953 — в Германии в аппарате политсоветника Советской контрольной комиссии.
В 1953—1955 — в аппарате Верховного комиссара СССР в Германии и в посольстве СССР в ГДР.
В 1955—1965 гг. — сотрудник Третьего европейского отдела МИД СССР, помощник министра иностранных дел СССР (А. А. Громыко), руководитель группы советников при министре.
В 1965—1971 гг. — заведующий Первым европейским отделом МИД СССР (Франция, Италия, Испания, Бельгия, Швейцария, Нидерланды, некоторые другие страны). Стоял у истоков разрядки международной напряжённости.
С 1966 г. — член коллегии МИД СССР.
С 1968 г. — Чрезвычайный Полномочный Посол.
В 1971—1986 гг. — заместитель министра, одновременно в 1971—1985 гг. начальник Управления планирования внешнеполитических мероприятий МИД СССР.
В 1986—1991 — первый заместитель министра иностранных дел СССР.
Возглавлял советские делегации на втором этапе Совещания по безопасности и сотрудничеству в Европе, в ходе которого был согласован Заключительный акт СБСЕ, и на Мадридской встрече государств участников СБСЕ. Архитектор советской европейской политики, человек разрядки, выступал за уменьшение военного противостояния в Европе между ОВД и НАТО. М. А. Суслов внес Ковалёва в «чёрный список» за то, что в Заключительном акте присутствуют права человека и гуманитарные вопросы.
В качестве заместителя, а позже первого заместителя министра курировал общеевропейский процесс, а при перестройке европейскую политику СССР в целом.
Выступал против возобновления советской политики, направленной на обострение международной напряжённости. В результате у него возникли сложности с Громыко, который, как конфиденциально сказал Ковалёву Ю. В. Андропов, в последний момент вычеркнул его из списков руководящих органов КПСС на её XXV (1976 г.) и на XXVI (1981 г.) съездах.
Входил в число людей, которые прокладывали путь от конфронтации к разрядке в отношениях между Востоком и Западом. Был одним из авторов идеи общеевропейского сотрудничества, находился у истоков политики разрядки и внёс неоценимый вклад в процесс вывода международных отношений из состояния холодной войны. Его теоретические работы на десятилетия вперед проложили путь к демократическому, неконфронтационному миру. Всегда был последовательным сторонником объединения двух Германий.
Был спичрайтером и входил в окружение Брежнева, Андропова и, особенно, Горбачёва, что явно возбуждало ревность части окружения президента СССР.
В 1988—1990 годах — член Центральной ревизионной комиссии КПСС.
Обнаружил подтверждение существования секретных протоколов к пакту Молотова — Риббентропа, что позволило А. Н. Яковлеву добиться принятия Съездом народных депутатов СССР осуждающей протокол резолюции.
А. Г. Ковалёв создал собственную дипломатическую школу, воспитав плеяду советских и российских дипломатов.
Представлял М. С. Горбачёва по его поручению на церемонии вручения Нобелевской премии мира.
Автор ряда книг. Публиковал журналистские статьи и стихи под псевдонимами. На один из таких стихов написана популярная в СССР песня «станция „Минутка“».
Сочетание А. Г. Ковалёвым политической и творческой деятельности специально отметил М. С. Горбачёв, который писал: «Многие знали поэта Ковалёва и дипломата Ковалёва, заместителя министра иностранных дел. Но немногим было известно, что это один и тот же человек». В. Ф. Огнев писал: «Его художественная жилка тянула к искусству, которое он любил, трепетно и верно. Талант дипломата требовал уклончивости, а в искусстве и жизни я не знал другой личности, которая была так безыскусна, обезоруживающе наивна. Как это совмещалось в нём?» Коллеги его вспоминают, как «выдающегося дипломата и необыкновенной личности, явление — в какой-то степени уникальное, „Золотое перо“ советской дипломатии».
Член Союза журналистов, член Союза писателей.
Похоронен в Москве на Новодевичьем кладбище.

## Семья
Жена Ковалёва (в дев. - Завалишина) Ирина Николаевна (1925—2003)
Сын Андрей (род. 1953), историк (кандидат исторических наук,  1980), дипломат, правозащитник, публицист. мемуарист.

## Награды
Награждён орденом Ленина (1983), двумя орденами Октябрьской Революции (1971, 1977), тремя орденами Трудового Красного Знамени (1966, 1973, 1975); лауреат Государственной премии СССР (1976); Заслуженный работник дипломатической службы Российской Федерации (2000); неоднократно был лауреатом конкурсов «Песня года» в качестве автора текстов песен.